# Carl Radefeld
Carl Christian Franz Radefeld (* 31. Januar 1788 in Hildburghausen; † 8. Oktober 1874 ebenda) war ein deutscher Major und Kartograph.

## Leben und Wirken
Er war der Sohn des Geheimen Assistenzrates Christoph Wilhelm Radefeld. Er studierte Theologie und Rechtswissenschaft an der Universität Jena, wo er 1811 das Staatsexamen ablegte. 1814 wurde er Adjutant des Herzogs Ernst I. von Sachsen-Coburg und Gotha und nahm u. a. an der Belagerung von Mainz (1814) teil. 1819 erfolgte seine Beförderung zum Hauptmann, als solcher nahm er die Vermessung und Kartographierung des Herzogtums Sachsen-Hildburghausen vor. 1829 wurde er zum Major befördert. Er wurde vor allem als Kartograph tätig und fertigte zahlreiche kolorierte topographische Landkarten aus Europa und der Welt.
Seit der Übersiedlung des Bibliographischen Instituts von Joseph Meyer, einem der bedeutendsten Verleger der 1. Hälfte des 19. Jahrhunderts, von Gotha nach Hildburghausen verkehrte er seit 1829 mit diesem, wurde dessen Hausfreund und übernahm die Leitung von dessen geographische Unternehmungen. Er zeichnete einen Großteil von dessen Atlanten, insbesondere viele Karten für den großen Hand-Atlas.
Der Seminarlehrer, Pfarrer und Lexikograf Armin Radefeld (1818–1885) war sein Sohn.

## Werke (Auswahl)

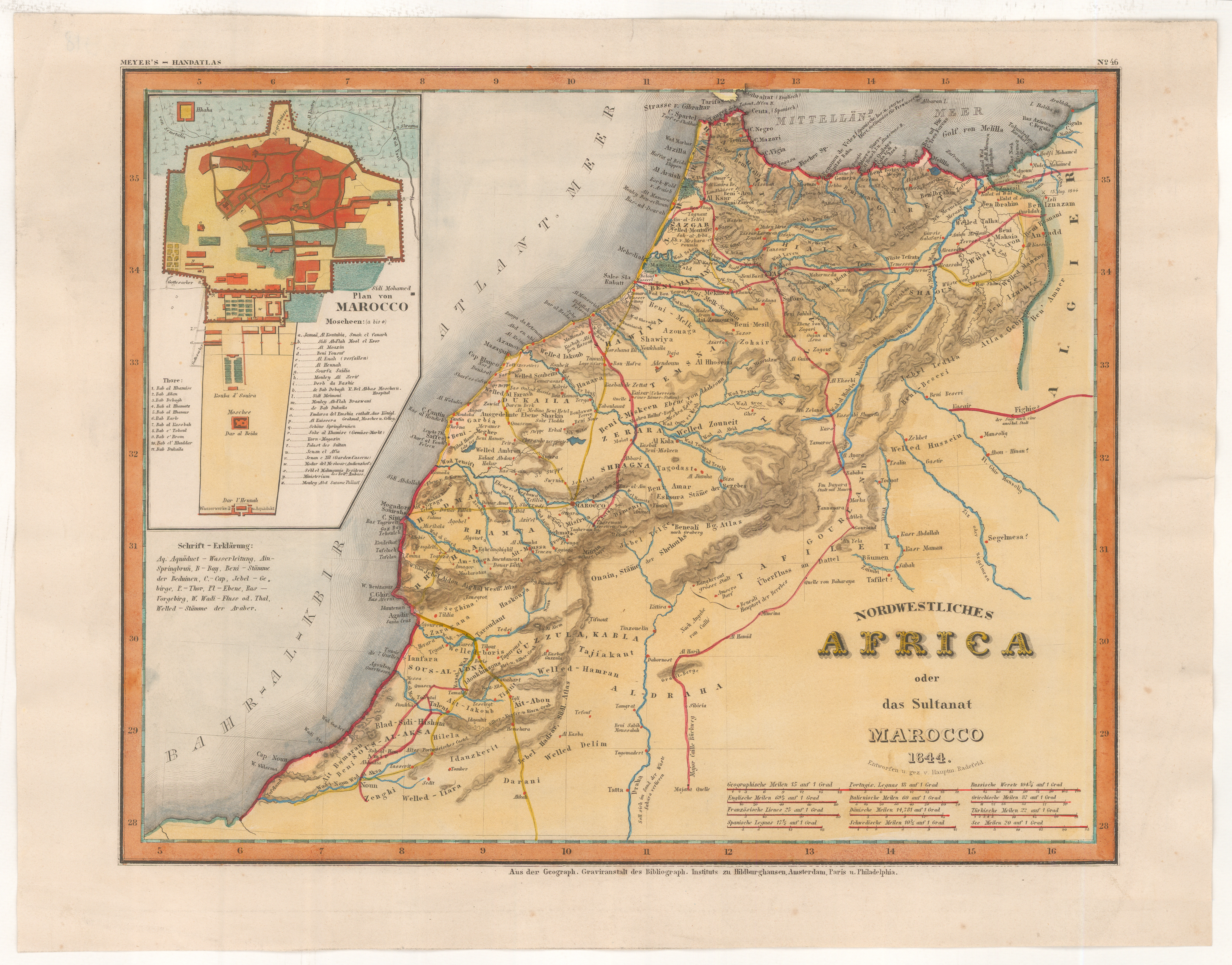
Beispiel einer von Radefeld gezeichneten Karte aus Meyers Handatlas

- (mit Leutnant Renner): Atlas zum Handgebrauche für die gesammte Erdbeschreibung in 116 Karten. Bibliographisches Institut, Hildburghausen und New York [1838].
- (Mitwirkung): Großer Hand-Atlas über alle Theile der Erde in 170 Karten, hrsg. von J[ulius] Meyer. Bibliographisches Institut, Hildburghausen 1854–1856.